# Panthera shawi
Panthera shawi — вимерлий вид ссавців із родини котових. Викопні рештки, а саме єдине ікло знайдено в печері Стеркфонтейн у ПАР. Вважається, що це найстаріший відомий вид з роду пантер. Ікло значно більше й товще біля основи, ніж у сучасного лева.